# 映画都市シネマポリス
『映画都市シネマポリス』（えいがとし - ）は、北陸放送で放送していた映画の情報番組である。2008年9月26日に番組が終了した。ステレオ放送、ハイビジョン制作（ただし、スタジオで収録する部分に限る）。

## 概略

### 番組内容
- 毎週、ユナイテッド・シネマ金沢で公開される新作の映画の情報を伝えている。石川県内の映画情報を伝える番組では「元祖シネマホリック」の放送時期を含めると古株にあたる。制作発表の会見でも独自に取材記者を送ってもいる。
- 放送時間は15分間。ただし、年末は放送時間を拡大したスペシャルを放送。
- 原則、2～3本程度の映画情報を伝える内容である（紹介作品が1本の場合あり）。出演者のインタビューや公開作のランキングなど内容も幅広い。
- スタジオ収録はユナイテッド・シネマ金沢のエントランスホールを描いたクロマキーセットで行う（この部分のみハイビジョン。その他はデジタル放送などで見る場合は4:3の両サイドカットの画面になる）。

## 放送時間
本放送
- 金曜日　24:35～24:50

再放送
- 土曜日　26:15～26:30（ただし、番組ホームページでは26:10～26:35と表記しているが、新聞等の番組表ではこれが正規の放送時間）

## 出演者
いずれも北陸放送アナウンサー（放送当時）。
- 松村玲郎
- 糸川雅子（退職）